# Jamesonlappenschnäpper
Der Jamesonlappenschnäpper (Platysteira jamesoni, Syn. Dyaphorophyia jamesoni) ist ein Vogel aus der Familie der Afrikaschnäpper (Platysteiridae).
Die Art wird häufig als konspezifisch mit dem Schwarznacken-Lappenschnäpper (Platysteira chalybea) und dem Glanzlappenschnäpper (Platysteira blissetti) angesehen.
Er kommt in der Demokratischen Republik Kongo, in Kenia, Südsudan, Tansania und Uganda vor.
Das Verbreitungsgebiet umfasst feuchten Tiefwald und tropischen oder subtropischen feuchten Bergwald, nur selten Primärwald, meist oberhalb von 700 m bis 2300, auch bis 2500 m Höhe in Kenia und Uganda.
Die Art ist ein Standvogel.
Das Artepitheton bezieht sich auf den britischen Afrikaforscher James Sligo Jameson (1856–1888).

## Aussehen
Die Art ist 8–9 cm groß und wiegt 9–15 g, ein winziger Lappenschnäpper mit Stummelschwanz, mit riesigem türkisblauem Überaugenlappen, kastanienbraun seitlich am Nacken, oben dunkelgrün glänzend bei Lichteinfall. Der Bürzel ist grau, ansonsten auf der Oberseite grünlich-schwarz einschließlich des Schwanzes, Auch Kehle und Brust sind schwarz, ansonsten ist die Unterseite hell weiß. Der breite, flache Schnabel ist schwarz, die Iris dunkel rotbraun, Beine und Füße sind blass purpurrot. Das Weibchen hat oben mehr grau ohne wesentlichen Glanz. Jungvögel sind dunkelgrün auf der Oberseite, an Kehle und oberer Brust blass gelbbraun bis kastanienbraun, das Brustband ist zart schwarz.
Der Vogel ist dem Glanzlappenschnäpper (Platysteira blissetti) ziemlich ähnlich, aber die kastanienbraune Kopffärbung ist kleiner und dunkler. Das Weibchen unterscheidet sich vom Weißbürzel-Lappenschnäpper (Platysteira castanea) und Weißbrauen-Lappenschnäpper (Platysteira tonsa) durch das Fehlen von Kastanienbraun auf Oberseite und Flügeln.

## Stimme
Dieser Lappenschnäpper ist stiller (anders:) als andere, der Ruf des Männchens wird als leises „chawuk-chawuk-chawuk“ und sehr sanftes „wuk, wuk, wuk“ beschrieben. Der Revierruf ist eine lange, schneller werdende Folge von hohen Pfeiftönen „hee-hee-hee-hee-“ und sehr hohes durchdringendes „pi-pi-pii“ gern mit lautem Flügelschlagen begleitet.
Die Art ist monotypisch.

## Lebensweise
Die Nahrung besteht vermutlich aus Insekten, die einzeln, paarweise oder in kleinen Familiengruppen gejagt wird, bevorzugt im Unterholz erdbodennah.

## Fortpflanzung
Die Brutzeit liegt über das Jahr verteilt in Uganda. Die Art ist vermutlich monogam.

## Gefährdungssituation
Der Bestand gilt als nicht gefährdet (Least Concern).